# ニャティ・ツェンポ
ニャーティ・ツェンポ（チベット語: གཉའ་ཁྲི་བཙན་པོ།、ワイリー方式: gnya' khri btsan po）は、伝説上の古代チベットの王である。漢文資料では聶赤賛普と表記される。彼の治世は紀元前127年に始まったと言われ、伝統的なチベットの歴史では、ヤルルン王家の最初の王とされている。敦煌の年代記では、彼が天からヤルラシャンポ山に降りたと書かれている。チベットの神話では、チベットにおいて最初に建造されたとされるユンブラカン宮殿は、彼のために建立されたとされる。

## 神話
ニャーティ・ツェンポ及びヤルルン王家の起源について、チベット神話では次のように記されている。